# 拉脫維亞蘇維埃社會主義共和國國徽
拉脫維亞蘇維埃社會主義共和國國徽啟用於1940年，是仿照蘇聯國徽設計的。
呈圓形 （故不符合傳統的紋章學規則），中為太陽落入波羅的海之象，上方有紅色五角星和鎚子與鐮刀，象徵社會主義的勝利。
外圍由麥穗構成的花環裝飾。飾帶分別以俄語和拉脫維亞語書有蘇聯國家格言，即「全世界無產者，聯合起來！」。下方以拉脫維亞語書有「拉脫維亞蘇維埃社會主義共和國」。
1990年，原來的拉脫維亞國徽恢復使用。